# Putuo (Shanghai)

Putuo

Putuo (chinesisch 普陀區 / 普陀区, Pinyin Pǔtuó Qū) ist einer der zehn inneren Stadtbezirke der regierungsunmittelbaren Stadt Shanghai in der Volksrepublik China.
Putuo hat eine Fläche von 55,16 Quadratkilometern und 1.239.800 Einwohner (Stand: Zensus 2020). Die Bevölkerungsdichte beträgt 22.476 Einwohner pro Quadratkilometer.

## Administrative Gliederung
Auf Gemeindeebene setzt sich Putuo aus sechs Straßenvierteln und drei Großgemeinden zusammen. Diese sind:
| Großgemeinde Zhenru (真如镇), Regierungssitz des Stadtbezirks; Straßenviertel Caoyang Xincun (曹杨新村街道); Straßenviertel Changfeng Xincun (长风新村街道); Straßenviertel Changshou Lu (长寿路街道); Straßenviertel Ganquan Lu (甘泉路街道); | Straßenviertel Shiquan Lu (石泉路街道); Straßenviertel Yichuan Lu (宜川路街道); Großgemeinde Changzheng (长征镇); Großgemeinde Taopu (桃浦镇). |